# Ангел Тодоров
Ангел Тодоров (болг. Ангел Тодоров Тошков; 20 жовтня 1906, Видин, Болгарія — 25 лютого 1993, Софія) — болгарський письменник, перекладач, видавець.

## Біографія
Закінчив середню школу у Видині (1925) та юридичний факультет у Софійському університеті (1930). Член Болгарської комуністичної партії з 1923 року.
Соратник Георгія Бакалова. Один із засновників газети RLF у 1929 р. Спеціалізувався у Парижі та Діжоні, Франція (1930/31). Зустрічався з письменниками Анрі Барбюсом та П. Елюаром. Брав участь у війні добровольчим військовим письменником та у написанні газети «Фронтовак». Голова Спілки перекладачів Болгарії (1974—1979). Почесний голова Союзу болгар з 1979 р. Переклади з французької та російської мов.